# Renegotiations: The Remixes
Renegotiations: The Remixes es el primer EP del grupo estadounidense The Black Eyed Peas. Fue lanzado el 21 de marzo de 2006 por A&M Records, Interscope Records y will.i.am Music Group. El EP incluye versiones alternativas de temas no lanzados como sencillos del cuarto álbum de estudio del grupo, Monkey Business (2005).

## Recepción crítica
Renegotiations: The Remixes recibió críticas generalmente favorables de los críticos musicales. John Bush de AllMusic elogió el EP: "Si estos remixes hubieran aparecido en Monkey Business, el álbum habría sido (dejando de lado "My Humps" y "Don't Phunk with My Heart") uno de los mejores discos de rap del año. Quizás sea mejor así, con las producciones de pop concentradas en Monkey Business y este EP compacto, la elección perfecta para los fans del hip-hop". J-23 de HipHopDX también se mostró positivo con el EP, pero criticó algunos temas debido a sus versiones originales: "A pesar de no poder superar las deficiencias de Monkey Business, este EP es genial en algunos aspectos y, al menos, muy respetable en su trabajo". Adrian Ruhi de Okayplayer elogió el EP, afirmando que sirvió como "una declaración de que todavía tienen su sensibilidad hip-hop, a pesar del hecho de que algunas de las pistas originalmente pop suenan un poco extrañas cuando son remezcladas por productores de la vieja escuela".

## Track listing
| Renegotiations: The Remixes – Standard edition |                                                             |              |          |  |
| N.º                                            | Título                                                      | Producer(s)  | Duración |  |
| 1.                                             | «Like That» (con Q-Tip, Talib Kweli, Cee-Lo & John Legend)  | will.i.am    | 4:36     |  |
| 2.                                             | «Ba Bump» (Erick Sermon Remix)                              | Printz Board | 3:08     |  |
| 3.                                             | «My Style» (DJ Premier Remix) (con Justin Timberlake)       | Timbaland    | 4:27     |  |
| 4.                                             | «They Don't Want Music» (Pete Rock Remix) (con James Brown) | will.i.am    | 6:25     |  |
| 5.                                             | «Feel It» (Jazzy Jeff Soulful Remix)                        | apl.de.ap    | 4:53     |  |
| 6.                                             | «Audio Delite at Low Fidelity» (edit)                       | will.i.am    | 4:02     |  |
| 7.                                             | «Disco Club» (Large Pro Peas Remix)                         | Noize Trip   | 3:50     |  |
| 31:31                                          |                                                             |              |          |  |

| Renegotiations: The Remixes – iTunes Store edition (bonus video) |             |             |          |  |
| N.º                                                              | Título      | Director(s) | Duración |  |
| 8.                                                               | «Like That» | Syndrome    | 4:41     |  |

## Charts
| Chart (2006)   | Peak position |
| -------------- | ------------- |
| Japón (Oricon) | 23            |

## Historial de Lanzamiento
| Región         | Fecha               | Formato(s)       | Discográfica(s)            | Ref.  |
| -------------- | ------------------- | ---------------- | -------------------------- | ----- |
| Estados Unidos | 21 de marzo de 2006 | Descarga digital | A&M, Interscope, will.i.am | [ 5 ] |
| Estados Unidos | 28 de marzo de 2006 | CD               | A&M, Interscope, will.i.am | [ 5 ] |
| Japón          | 17 de mayo de 2006  | CD               | Universal Music            |       |